# Johannes Keller (Germanist)
Johannes Keller (* 1968 in Zug) ist ein Schweizer Germanist. Er ist seit 2011 Universitätsprofessor für Ältere deutsche Sprache und Literatur an der Universität Wien.

## Leben
Nach bestandener Matura am Literargymnasium Rämibühl in Zürich studierte Keller von 1989 bis 1994 Germanistik, Komparatistik und französische Literatur an der Universität Zürich. Im Wintersemester 1993/94 führte ihn ein Austauschsemester nach Paris an die Sorbonne und die École des hautes études en sciences sociales. 1997 promovierte er bei Alois Maria Haas in Zürich mit einer Arbeit über den Artusroman Diu Crône von Heinrich von dem Türlin. Von 1996 bis 1999 war er Assistent von Haas am Deutschen Seminar der Universität Zürich. Von 1999 bis 2001 war er als Stipendiat des Schweizerischen Nationalfonds in Berlin. Er nahm Lehraufträge an der Universität Kassel und der FU Berlin wahr (2001–2002) und übernahm die Vertretung von Lydia Miklautsch am Institut für Germanistik der Universität Wien (2002/03). Ab 2003 war er wissenschaftlicher Assistent, ab 2009 Assistenzprofessor und seit 2011 ist er assoziierter Professor am Institut für Germanistik der Universität Wien. 2012 habilitierte er sich mit einer bislang ungedruckten Arbeit über die Komik und das Lachen in Kurzgeschichten des Spätmittelalters an der Universität Wien.

## Forschung
Keller ist ein Spezialist für die mittelalterliche, frühneuzeitliche und Barock-Literatur. Schwerpunkte sind die Novellistik des europäischen Mittelalters, die Mystik, der klassische und nachklassische Artusroman und aktuell Bäume als exemplarische Strukturmodelle des menschlichen Denkens in literarischen, philosophischen und geistlichen Texten des Mittelalters und der Frühen Neuzeit.

## Publikationen

### Monografie
- «Die Crône» Heinrichs von dem Türlin. Wunderketten, Gral und Tod (= Deutsche Literatur von den Anfängen bis 1700. 25). Peter Lang, Bern 1997, ISBN 978-3-906757-41-4.

### Herausgeberschaft
- mit Michael Mecklenburg und Matthias Meyer: Das Abenteuer der Genealogie. Vater-Sohn-Beziehungen im Mittelalter. V & R Unipress, Göttingen 2005, ISBN 978-3-89971-203-2.
- mit Lydia Miklautsch: Walther von der Vogelweide und die Literaturtheorie. Neun Modellanalysen von «Nemt, frouwe, disen kranz». Reclam, Stuttgart 2008, ISBN 978-3-15-017673-3.
- mit Florian Kragl: Mythos – Sage – Erzählung. Gedenkschrift für Alfred Ebenbauer. V & R Unipress, Göttingen 2009, ISBN 978-3-89971-562-0.
- mit Martin Baisch, Florian Kragl, Matthias Meyer: Der «Jüngere Titurel» zwischen Didaxe und Verwilderung. Neue Beiträge zu einem schwierigen Werk. V & R Unipress, Göttingen 2010, ISBN 978-3-89971-615-3.

In der von Keller mitverantworteten Reihe Philologica Germanica hat er ausserdem folgende Tagungsbände zu den Pöchlarner Heldenliedgesprächen herausgegeben:
- mit Alfred Ebenbauer: Das Nibelungenlied und die europäische Heldendichtung. 8. Pöchlarner Heldenliedgespräch. Fassbaender, Wien 2006, ISBN 3-900538-87-5.
- mit Florian Kragl: Heldenzeiten – Heldenräume. Wann und wo spielen Heldendichtung und Heldensage? 9. Pöchlarner Heldenliedgespräch. Fassbaender, Wien 2007, ISBN 978-3-902575-07-4.
- mit Florian Kragl: Heldinnen. 10. Pöchlarner Heldenliedgespräch. Fassbaender, Wien 2010, ISBN 978-3-902575-28-9.
- mit Florian Kragl: Mittelalterliche Heldenepik – Literatur der Leidenschaften. 11. Pöchlarner Heldenliedgespräch. Fassbaender, Wien 2011, ISBN 978-3-902575-40-1.
- mit Florian Kragl, Stephan Müller: Spuren der Heldensage. Texte – Bilder – Realien. 12. Pöchlarner Heldenliedgespräch. Fassbaender, Wien 2015, ISBN 978-3-902575-65-4.
- mit Florian Kragl, Stephan Müller: Die Nibelungenklage. Rüdiger von Bechelaren. 13. und 14. Pöchlarner Heldenliedgespräch. Fassbaender, Wien 2019, ISBN 978-3-902575-83-8.